# Dezsér
Dezsér (régebben Dezsericza, szlovákul Dežerice) község Szlovákiában, a Trencséni kerületben, a Báni járásban. Farkaska tartozik hozzá.

## Fekvése
Bántól 5 km-re északnyugatra fekszik.

## Története
1208-ban „Desir” néven említik először, templomát 1332-ben említi a pápai tizedjegyzék. Neve a magyar Dezső személynév régi alakja, mely a latin Desideriusból származik. A falu valószínűleg első birtokosáról lett elnevezve. Földesurai a Dezsericzky, Rudnyánszky, Bakó és Nagy családok voltak.
A 18. század végén Vályi András így ír róla: „DEZSÉR. v. Dezér, Dezseritze. Tót falu Trentsén Vármegyében, birtokosai külömbféle Urak, lakosai katolikusok, fekszik Zai Ugrotztól 3/4. mértföldnyire. Határja jó termékenységű; ’s szép javai is vagynak, de mivel fája kevés, a’ második Osztályba tétetett.”
Fényes Elek 1851-ben kiadott geográfiai szótárában így ír a faluról: „Dezsér, (Dezsericza), Trencsén most A. Nyitra v. tót falu, a Sziléziában vivő országutban: 420 kath., 348 evang., 128 zsidó lak. Kat. paroch. templom; synagóga. Lakosai közt számos a nemesség; fája kevés, legelője jó; földje középszerü. F. u. Dezsericzky, Rudnyánszky, Bakó, Nagy, és mások többen. Ut. p. Nyitra-Zsámbokrét.”
A trianoni békéig Trencsén vármegye Báni járásához tartozott.
1964-ben csatolták hozzá Farkaskát.

## Népessége
| Év:            | 1994. | 2004.   | 2014.    | 2024.    |
| -------------- | ----- | ------- | -------- | -------- |
| Emberek száma: | 573   | 613     | 763      | 1150     |
| Eltérés:       |       | +6,98 % | +24,46 % | +50,72 % |

| Év:            | 2023. | 2024.   |
| -------------- | ----- | ------- |
| Emberek száma: | 1137  | 1150    |
| Eltérés:       |       | +1,14 % |

1910-ben 645, túlnyomórészt szlovák anyanyelvű lakosa volt.
2001-ben 584 lakosából 575 szlovák volt.
2011-ben 646 lakosából 621 szlovák volt.

## Neves személyek
- Itt született 1757-ben Bélik József szepesi püspök.

## Nevezetességei

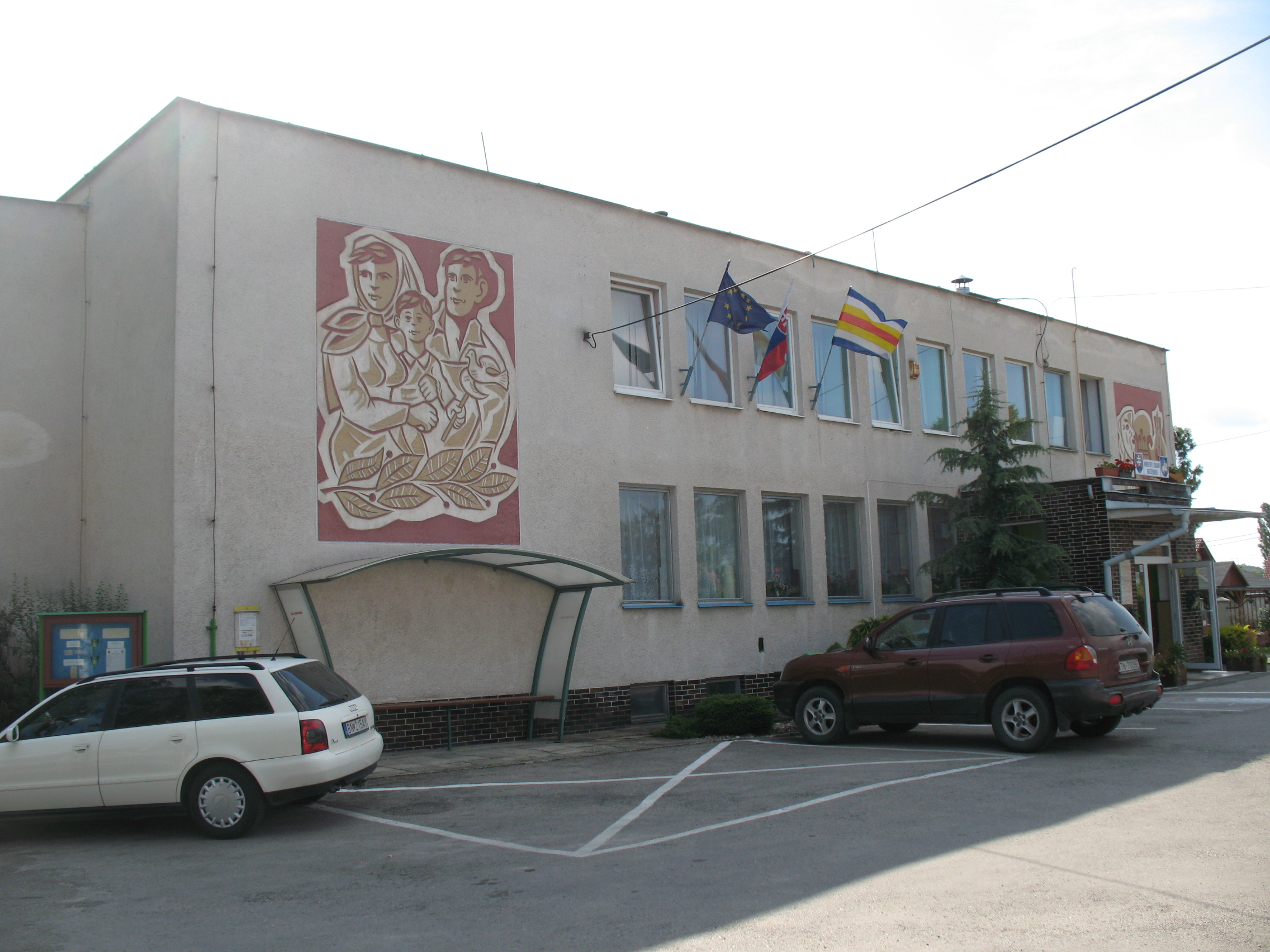

- Szent Márton püspök tiszteletére szentelt római katolikus temploma 1904-ben épült.
- A Hétfájdalmú Szűzanya tiszteletére szentelt kápolna 1944-ben épült.
- Evangélikus temploma 1929-ben épült.

## Lásd még
- Farkaska